# Desmidorchis lavranii
Desmidorchis lavranii är en oleanderväxtart som först beskrevs av Werner Rauh och Wertel, och fick sitt nu gällande namn av Meve och Liede. Desmidorchis lavranii ingår i släktet Desmidorchis och familjen oleanderväxter. Inga underarter finns listade i Catalogue of Life.